# UKA

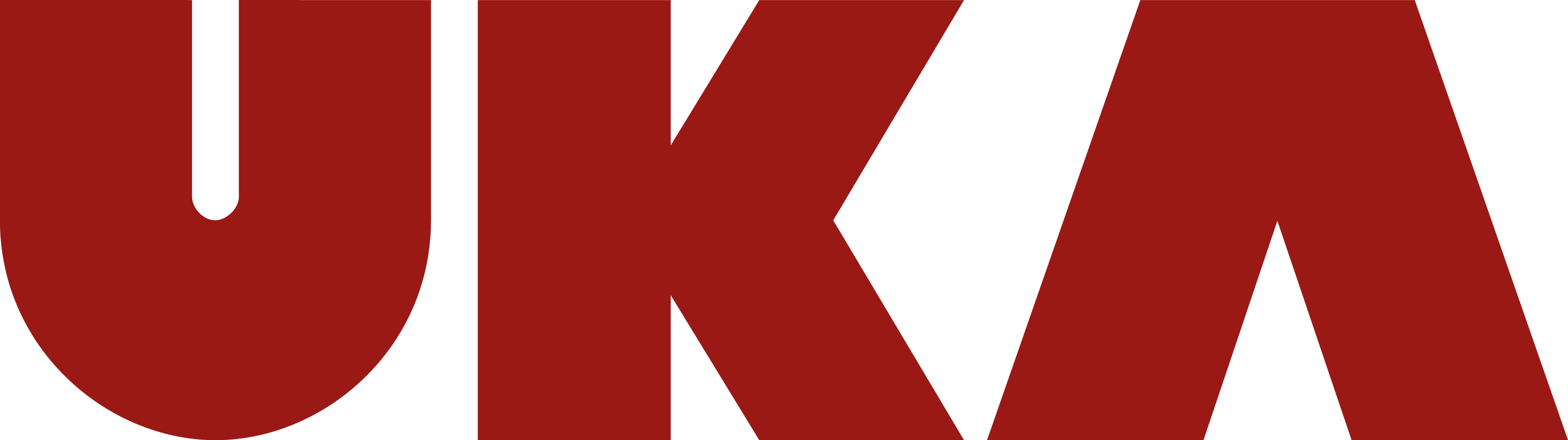
Logo de UKA

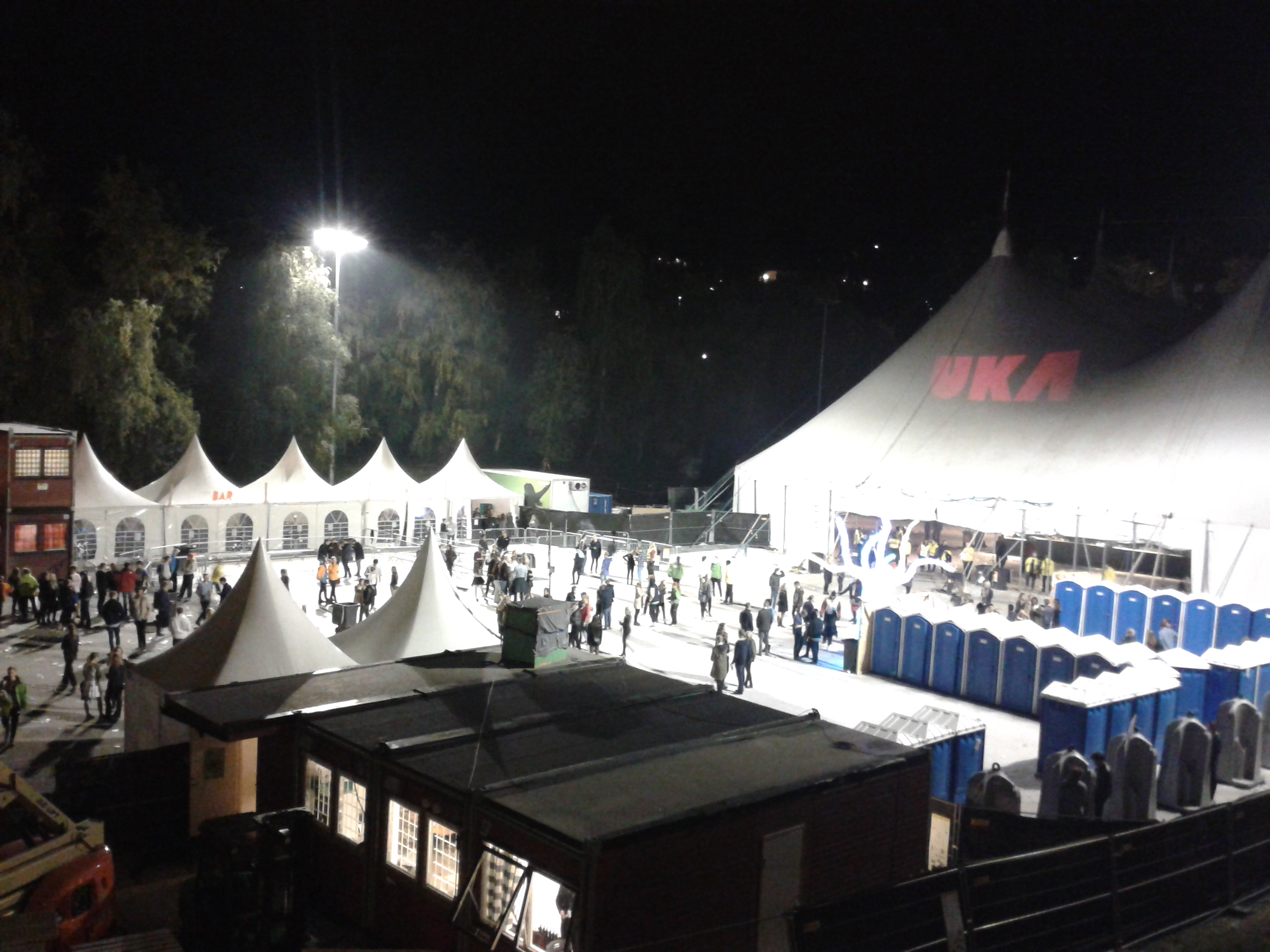
Terrain de UKA 2015

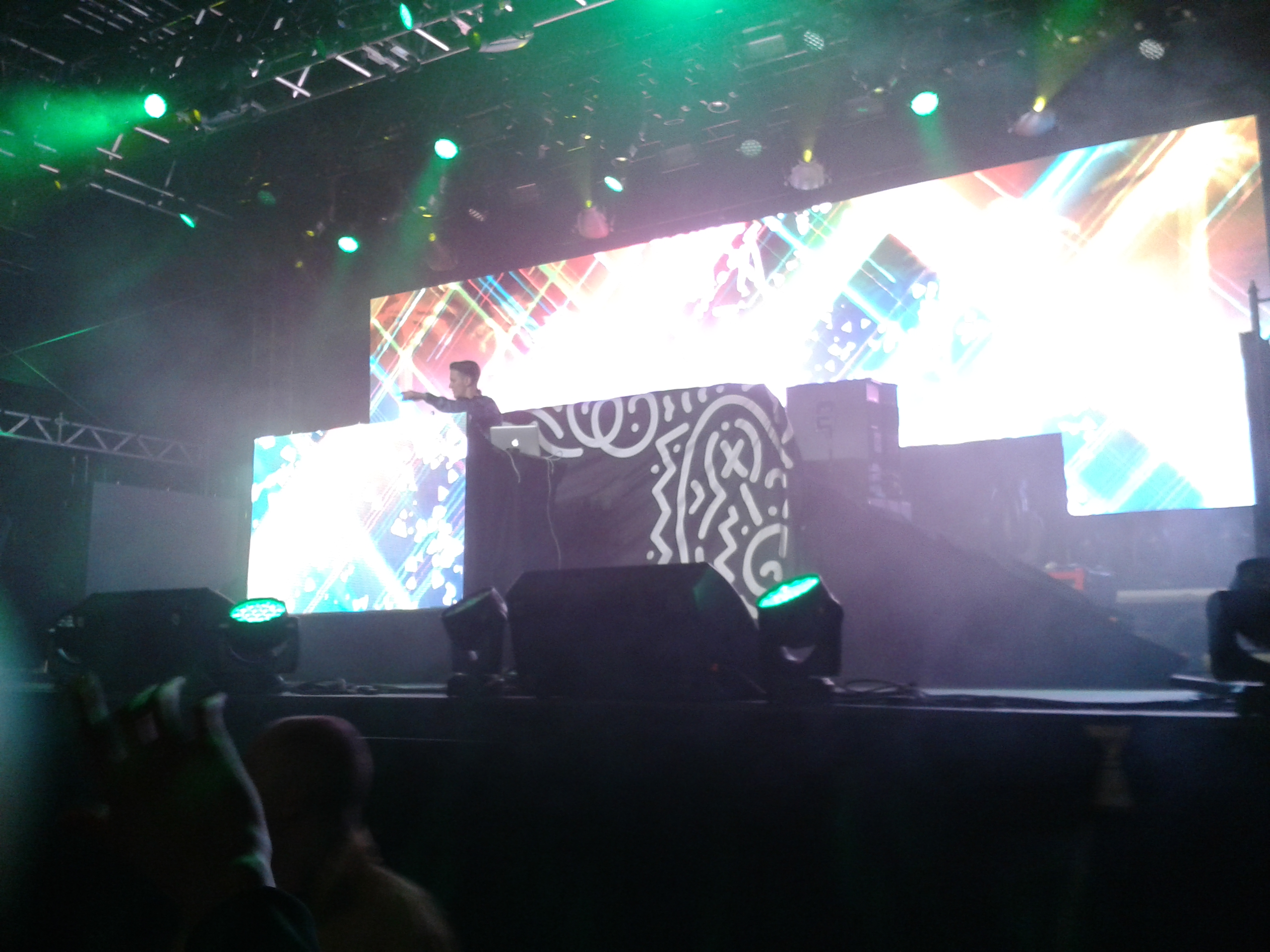
Matoma en UKA 2015

UKA (La semaine) est un festival culturel norvégien. Il est entièrement organisé par des étudiants bénévoles de Trondheim. Le festival a lieu tous les deux ans.

## Histoire
UKA (traduction de "La semaine", bien qu'il dure plus longtemps) a été créé en 1917 par des étudiants de l'Université norvégienne de sciences et de technologie à Trondheim, pour tenter de renflouer les caisses de leur association étudiante. En 1917, le festival consistait principalement en une scène ouverte où se mêlaient musique, danse et sketches. Ce festival fut depuis organisé tous les ans sauf pendant la Seconde Guerre mondiale. Malgré ses faibles moyens, le festival s'est constamment développé jusqu'à devenir aujourd'hui le principal festival culturel en Norvège. 

## Taille
Pendant les 25 jours du festival 2005, plus de 250 attractions ont été offertes à tous dans toute la ville de Trondheim et les 78000 tickets ont été vendus. Un tel évènement requiert une organisation rigoureuse et une grande coordination de la part des étudiants organisateurs.
Les principaux artistes à s'être produits à UKA en 2005 sont:
- The Dandy Warhols
- De La Soul
- Kaizers Orchestra
- Seigmen
- Tom McRae
- Wyclef Jean
- UKErevyen - la troupe de théâtre propre à UKA
- Chippendales
- Oktoberfest

Les précédents festivals avaient, entre autres, attiré:
- 50 Cent
- a-ha
- The Cardigans
- DumDum Boys
- Håvard Gimse
- Public Enemy
- Turbonegro
- The Prodigy

## Reconnaissance
Le festival possède une notoriété très importante dans les milieux étudiants. C'est notamment dû au fait que le festival est organisé par près de 1400 étudiants, majoritairement issus de l'Université norvégienne de sciences et de technologie (NTNU), anciennement Institut Norvégien de Technologie (NTH). UKA jouit également d'une excellente image dans les milieux économiques grâce à l'importance de l'évènement. 